# Xã Oakfield, Michigan
Xã Oakfield (tiếng Anh: Oakfield Township) là một xã thuộc quận Kent, tiểu bang Michigan, Hoa Kỳ. Năm 2010, dân số của xã này là 5.782 người.